# Мамертинцы

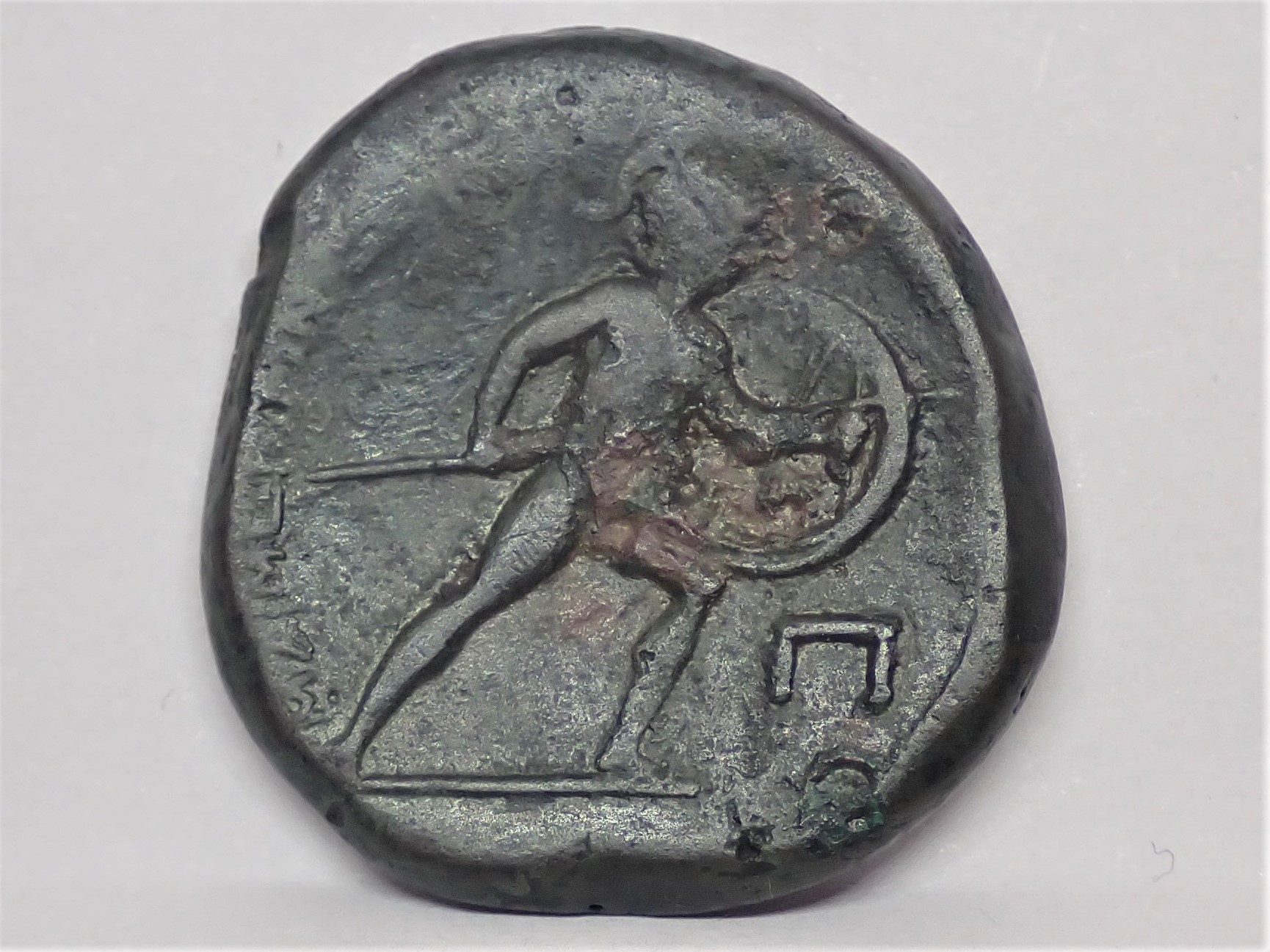
Монета с изображением воина, отчеканенная во времена господства мамертинцев.

Мамертинцы (греч. Μαμερτῖνοι) — наёмники сиракузского царя Агафокла, вызвавшие в III веке до н. э. серьёзные смуты в Сицилии. Распущенные по домам после смерти Агафокла (289 год до н. э.), они на обратном пути домой завладели городом Мессиной, перебили всех мужчин, пригласили к себе ещё других авантюристов и основали (282 год до н. э.) в этом городе разбойничью республику. Такая же участь постигла Гелу. Они совершали беспрестанные набеги на внутренние части острова и покорили его северо-восток. Сиракузский царь Гиерон II в 266 году до н. э. двинулся против мамертинцев, разбил их при Милах и отбросил в Мессину, но из-за вмешательства карфагенян не смог довершить их разгром. Мамертинцы обратились за помощью к Риму. После долгих колебаний, опасаясь, что мамертинцы отдадутся под покровительство Карфагена, консулы внесли вопрос о мамертинцах в собрание общин, и римский народ высказался в пользу мамертинцев, принятых в союзники римлян под именем civitas Mamertina foederata. 
К царю Гиерону II было послано требование, чтобы он прекратил нападение на Мессину. Карфагеняне с большим неудовольствием смотрели на этот новый и неожиданный поворот в римской политике. Между тем, карфагенскому флотоводцу Ганнону, приведшему флот в гавань Мессины, удалось не только примирить Гиерона с мамертинцами, но и занять войсками городскую цитадель. В таком положении застал дело римский военачальник трибун Гай Клавдий, когда он весной 264 года до н. э. прибыл в Региум с авангардом консульской армии, предводимой Аппием Клавдием Кавдексом. Теперь мамертинцы заявили, что они уже не нуждаются в римской помощи. 
Недовольный Гай Клавдий попытался пройти через Мессинский пролив, но его эскадра была разбита бурей, и часть её попала в руки карфагенян. Спустя некоторое время он с успехом повторил попытку и затем подошёл к Мессине, где немедленно собрал жителей на собрание. На него был приглашён и карфагенский главнокомандующий Ганнон, чтобы по возможности уладить дело миром. Ганнон явился в собрание, где римский легат приказал вероломно схватить его и вынудил его отдать приказ очистить цитадель Мессины. За это Ганнон был в Карфагене обвинён в предательстве и распят на кресте (ἀνεσταύρωσαν). Как бы то ни было, карфагеняне очистили Мессину, и трибун Клавдий занял её. В результате этих событий в 264 году до н. э. началась Первая Пуническая война.